# Mehovine
Mehovine (cyr. Меховине) – wieś w Serbii, w okręgu maczwańskim, w gminie Vladimirci. W 2011 roku liczyła 547 mieszkańców.